# 托尔布尔县

托尔布尔县在拉賈斯坦邦的位置

托尔布尔县（英語：Dholpur district）是印度拉賈斯坦邦的一個縣，位於該國西北部，面積3,084平方公里，識字率為70.14%，2011年人口1,207,293，人口密度每平方公里391人。

## 外部連結
- 官方网站

26°42′N 77°54′E / 26.700°N 77.900°E